# Herzog (novela)
Herzog es una novela del año 1964 escrita por Saul Bellow (Premio Nobel de Literatura en 1976), compuesta en gran medida por cartas del protagonista Moses E. Herzog. Obtuvo el Premio Nacional de Ficción de los EE. UU. 
y el Premio Formentor de las Letras. La revista TIME lo consideró una de las 100 mejores novelas en inglés desde "el comienzo de TIME" (de 1923 a 2005).

## Argumento
Las dudas de todo tipo asaltan al protagonista, Moses Herzog (que da nombre a la novela), hijo de emigrantes judíos en Estados Unidos, es un hombre que se siente fracasado en todas las facetas de la vida: en su trabajo de profesor, en su afición de escritor, en su familia. Cuenta su vida escribiendo cartas, tanto en papel como mentalmente, pero ni las unas ni las otras llegarán a su destino.
Es un profesor universitario, dos veces divorciado, con un hijo con su primera mujer y una hija con la segunda, que vuelve con amargura a revivir una y otra vez sus fracasos pasados, incapaz de vivir una nueva faceta de vida. El sentimiento de rencor lo devora.

## Crítica
A menudo se ha considerado la mejor obra de Bellow, así lo hace por ejemplo Harold Bloom quien dice de esta obra: "Herzog, pese a poseer la exuberancia de Las aventuras de Augie March, y aunque anticipa la complejidad y la sutileza tragicómicas de El legado de Humboldt, parece hasta ahora la mejor y más representativa de las novelas de Bellow. 
Su personaje central sigue siendo una figura titubeante comparada con algunos de los personajes masculinos secundarios, y sus mujeres parecen la realización de los deseos, negativos y positivos, de Herzog y su creador, algo que, según parece, puede afirmarse de casi toda la obra de ficción de Bellow: un entusiasmo dickensiano da vida a una fabulosa colección de personalidades secundarias, menores, mientras que, en el centro, una conciencia original, pero imprecisa, aparece cercada por mujeres que no nos convencen, aunque, evidentemente, una vez lo convencieron a él. "
Es una novela existencialista en el sentido de que es su ser más íntimo lo que Moses Herzog anda buscando. Las cartas que escribe no buscan soluciones materiales, sino respuestas éticas.
También se ha dicho que hay mucho de autobiográfico en Herzog, lo cual puede ser cierto, ya que Bellow estuvo varias veces casado y en otras cosas también coincide con su personaje.